# ワイルド・ライフ (バナナラマの曲)
「ワイルド・ライフ」 (The Wild Life) は、イギリスのガールグループであるバナナラマの楽曲。この曲は2日で書き上げられ、クリス・ペンが主演した1984年の同名映画に使用され、サウンドトラックにも収録された。バナナラマのセカンド・アルバム『愛しのロバート・デ・ニーロ』はこの曲のリリースから数か月前には既に発売されていたが、再発売の際にこの曲もアルバムに付け加えられた。シングルは全米、カナダ、オーストラリア、日本でのみ発売され、イギリスでは「ホットライン・トゥ・ヘヴン」がアルバムからの最後のシングルカットになった。
「ワイルド・ライフ」はBillboard Hot 100で70位を記録したが、その他の国ではチャートインしなかった。『愛しのロバート・デ・ニーロ』はその後オリジナルのトラックリストに戻されたため、「ワイルド・ライフ」がCD化されるのは2002年のベストアルバム『ザ・エッセンシャルズ』まで待たなければいけなかった。

## ミュージック・ビデオ
ミュージック・ビデオは1984年秋にMTVでよく放映された。ビデオは彼女達がカラフルな生地で彩られたスタジオで遊びまわる姿をフィーチャーしており、映画からのシーンや彼女たちの写真も合間に挿入される。
このビデオは明確なストーリーラインを持たず、ただ彼女たちが曲をパフォーマンスするのに様々なイメージが添えられただけというこれまでの彼女達のビデオとは一線を画す内容でもあった。

## 批評
キャッシュボックスは「大きく作られたサウンドとそこに重なり合うヴォーカルに再びスポットライトが当てられており、この曲はバナナラマのハーモニーに合ったマイナーキーのメロディーをフィーチャーしており、新たなダンス・フェイバリットになるポテンシャルも秘めている。映画の効果もあり、ラジオや新たな音楽形態でのヒットとともに、「ワイルド・ライフ」はグループにとって新たなチャート・トップにもなり得るだろう」と語った。

## 収録曲
全米 / カナダ / 日本 / オーストラリア 7インチ レコード・シングル
USA: London Records 882 019-7 / Canada: London Records LDS 218 / Australia: Liberation Records LS 1430
1. "The Wild Life"  3:17
2. "State I'm In"  2:44

全米 / カナダ 12インチ レコード・シングル
USA: London Records 882 019-1
1. "The Wild Life"  3:17
2. "State I'm In" (Extended Version)  2:48
3. "The Wild Life" (Dub Mix)  7:07

## チャート
| チャート (1984)        | 最高 順位 | 日付       |
| ---------------------- | --------- | ---------- |
| 全米 Billboard Hot 100 | 70        | 1984年12月 |